# Hiroo Onoda
Hiroo Onoda (Japans: 小野田 寛郎, Onoda Hirō) (Kainan, 19 maart 1922 – Tokio, 16 januari 2014) was een Japans militair die vooral bekend werd doordat hij zich bijna dertig jaar na de Tweede Wereldoorlog nog ophield in de jungle van het Filipijnse eiland Lubang omdat hij weigerde te geloven dat de oorlog was beëindigd.

## Biografie
Onoda was lid van de commandoklasse "Futamata Bunkō" (二俣分校) van de Nakanoschool en werd getraind in het voeren van een guerrilla. Op 26 december 1944 werd hij naar het eiland Lubang gestuurd om met de daar aanwezige soldaten de opmars van de geallieerden zo veel mogelijk te hinderen. Hij heeft het bevel gekregen zich nooit over te geven. Zijn divisiecommandant zei: "Het is absoluut verboden om te sterven door je eigen hand. Het kan drie jaar duren, het kan vijf jaar duren, maar wat er ook gebeurt, we komen terug voor je. Tot die tijd, zolang je soldaten onder je hebt, moet je hen blijven leiden. Misschien moet je van kokosnoten leven. Als dat het geval is, leef dan van kokosnoten. In geen geval geef je je leven vrijwillig op."
Op 28 februari 1945 werd het eiland door de geallieerden aangevallen, waarbij de meeste Japanse soldaten werden gedood. Onoda en drie soldaten, Yūichi Akatsu, Shōichi Shimada en Kinshichi Kozuka, hielden zich schuil in de bergen. Mede daardoor bereikte hen het nieuws niet dat de oorlog beëindigd is. Ze ontvingen wel eenmaal een bericht, achtergelaten door een eilandbewoner, dat de oorlog voorbij zou zijn, maar vertrouwden dat niet. Een pamflet waarin werd gemeld dat de oorlog voorbij is, beschouwden ze als een vervalsing. Onoda en zijn medestrijders bleven zich daarom schuil houden. Nadat Akatsu zich in 1949 heeft overgegeven en Onoda's andere twee collega's gedood werden bij vuurgevechten (Shimada in 1954 en Kozuka in 1972), zette hij de strijd in zijn eentje voort. Hij bleef oorlog voeren tegen de niet-Japanners op het eiland en hield zich schuil in de jungle, levend van wat hij daar vond of van de plaatselijke bewoners kon stelen.
Onoda werd in 1959 in Japan officieel doodverklaard. Desondanks werden er pogingen ondernomen hem op te sporen, onder andere in 1972 door een groep met zijn zuster en in 1973 door een groep met zijn vader. In 1974 vertrok de Japanner Norio Suzuki voor een wereldreis. Hij was volgens eigen zeggen op zoek naar luitenant Onoda, een reuzenpanda en de verschrikkelijke sneeuwman, in die volgorde. Suzuki slaagde er op 20 februari 1974 in Onoda na vier dagen zoeken te vinden en wist hem ervan te overtuigen dat de oorlog voorbij was. Onoda wilde zich echter pas overgeven als zijn commandant uit de Tweede Wereldoorlog, majoor Yoshimi Taniguchi, hem daartoe persoonlijk het bevel gaf. Suzuki keerde daarom met foto's van Onoda terug naar Japan, waarna de overheid Onoda's voormalige commandant opspoorde. Deze ging naar Lubang en gaf Onoda het bevel de wapens neer te leggen. Deze droeg daarop zijn dienstgeweer over, dat zich met zorgvuldig bewaarde munitie nog in werkende toestand bevond. Op 10 maart 1974 gaf Onoda zich op de Lubang Radar Base formeel over aan generaal-majoor J.L. Rancudo van de Filipijnse luchtmacht.
Onoda keerde 29 jaar na het einde van de Tweede Wereldoorlog terug naar Japan. Daar werd hij als een held onthaald en voorgedragen voor een positie in de Kokkai. Voor het feit dat hij na de oorlog nog zeker tien en mogelijk circa dertig Filipijnen doodde, kreeg hij gratie van de Filipijnse president Ferdinand Marcos.

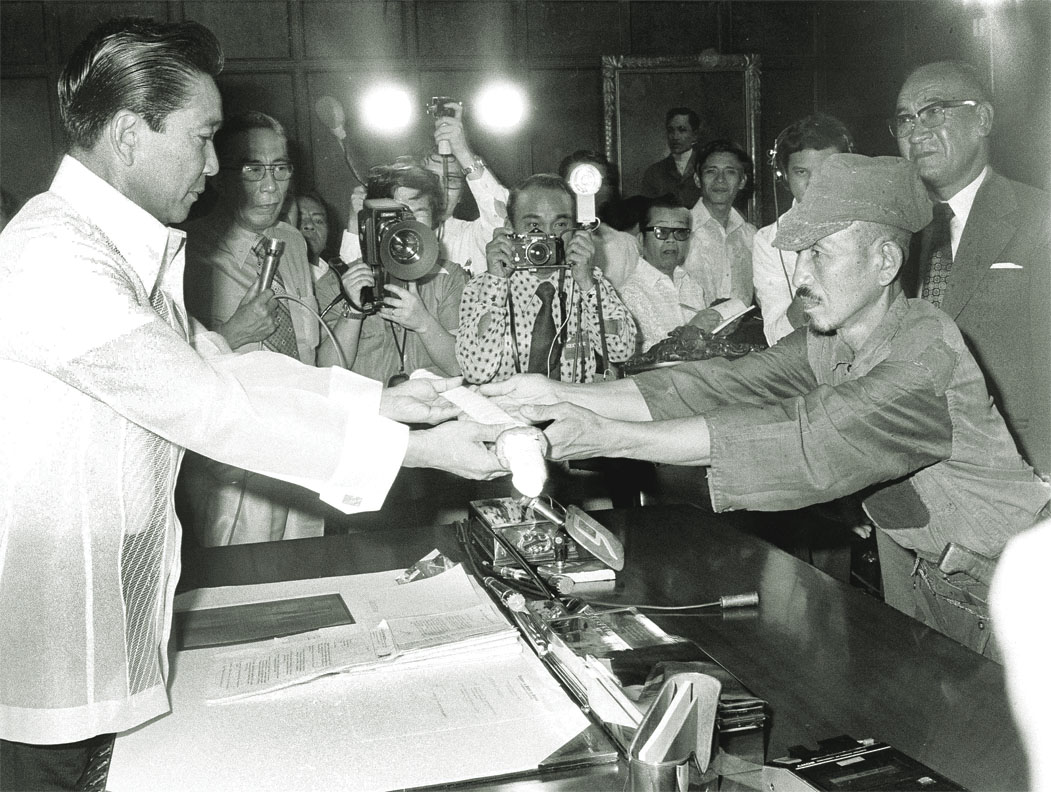
Onoda overhandigt zijn zwaard aan de Filipijnse president Marcos (maart 1974)

Onoda had moeite zijn draai te vinden in het sterk veranderde Japan en besloot net als zijn broer Tadao naar Brazilië te emigreren. Daar trouwde hij in 1976. Hij schreef een boek (in het Engels getiteld No Surrender en in het Nederlands Mijn dertigjarige oorlog) over zijn jaren in de jungle, dat in en buiten Japan een bestseller werd. In 1984 keerde Onoda terug naar Japan, na te hebben gelezen over een Japanse tiener die in 1980 zijn ouders heeft gedood. Hij stichtte bij zijn terugkomst de Onoda Shizen Juku ("Natuurschool Onoda") voor kinderen, die op diverse plaatsen in Japan onderwijskampen organiseerde.
In 1996 keerde Onoda nog eenmaal terug naar Lubang en doneerde 10.000 dollar aan de lokale school. Op 21 februari 2010 kreeg hij van de wetgevende macht van de Braziliaanse deelstaat Mato Grosso do Sul de titel "Cidadão do (Ereburger van) Mato Grosso do Sul".
Hiroo Onoda overleed begin 2014 op 91-jarige leeftijd in het St. Luke's International Hospital in Tokio aan de gevolgen van hartfalen en complicaties als gevolg van een longontsteking.
Het verhaal van Hiroo Onoda werd verfilmd en kwam in 2021 uit als Onoda - 10 000 Nights in the Jungle. In 2022 heeft Werner Herzog het verhaal van Hiroo Onoda opgeschreven en is het in Nederland uitgegeven onder de titel 'Het schemeren van de wereld'.

## Militaire loopbaan
- Soldaat der Tweede Klasse (二等兵 Nitōhei), Japans Keizerlijk Leger: december 1942
- Soldaat der Eerste Klasse (一等兵 Ittōhei), Japans Keizerlijk Leger: 21 juli 1943
- Korporaal (兵長 Heichō), Japans Keizerlijk Leger: november 1943
- Sergeant (軍曹 Gunsō), Japans Keizerlijk Leger: april 1944
- Sergeant-majoor (曹長 Sōchō), Japans Keizerlijk Leger: 1944
- Tweede luitenant (陸軍少尉 Rikugun Shōi), Japans Keizerlijk Leger: januari 1945

## Onderscheidingen
- Eremedaille van Japan
- Medaille van Verdienste van Santos-Dumont

## Film
Over Onoda is in 2021 de Japanstalige film Onoda - 10 000 Nights in the Jungle uitgekomen.

## Muziek
Het album Nude dat door de groep Camel in 1981 werd uitgebracht, is gebaseerd op dit verhaal.